# أبكر ولر
أبكر ولر إمام وخطيب الجامع الكبير في العاصمة التشادية أنجمينا وعضو في الاتحاد الدولي للغة العربية والأمين العام في جامعة الملك فيصل بالتشاد. واسم أبكر بفتح الباء اختصار أبي بكر.